# Steven Shainberg
Steven Shainberg (* 5. Februar 1963) ist ein US-amerikanischer Regisseur und Filmproduzent.

## Leben
Shainberg machte an der Yale-Universität in New Haven (Connecticut) einen Abschluss in den Fächern Englische Literatur und Ostasienwissenschaften. Danach  arbeitete er als Regieassistent, Produktionskoordinator und Schnittassistent. Er ist auch unabhängiger Filmproduzent.
An der Filmschule des American Film Institute drehte er vier Kurzfilme. The Prom mit Jennifer Jason Leigh gewann den Grand Prize beim Houston International Film Festival, den Kritiker-Preis beim Breckenridge Film Festival und die Silber-Medaille für die Kategorie Drama beim New York Film Festival.
1998 lief seine Kurzfilmserie Mr. Virgil fast sechs Monate lang auf MTV.
Der Durchbruch gelang Shainberg 2002 mit dem Film Secretary. Für ihn erhielt er beim Sundance Film Festival den Spezialpreis der Jury.

## Filmografie
- 1992: The Prom
- 1993: Angela & Viril
- 1993: Alice & Viril
- 1996: Hit Me
- 2002: Secretary
- 2006: Fell – Eine Liebesgeschichte (Fur – An Imaginary Portrait of Diane Arbus)
- 2006: Our Brand Is Crisis
- 2016: Rupture – Überwinde deine Ängste (Rupture)
- 2021: Last Looks (Produzent)